# Gerd Danigel

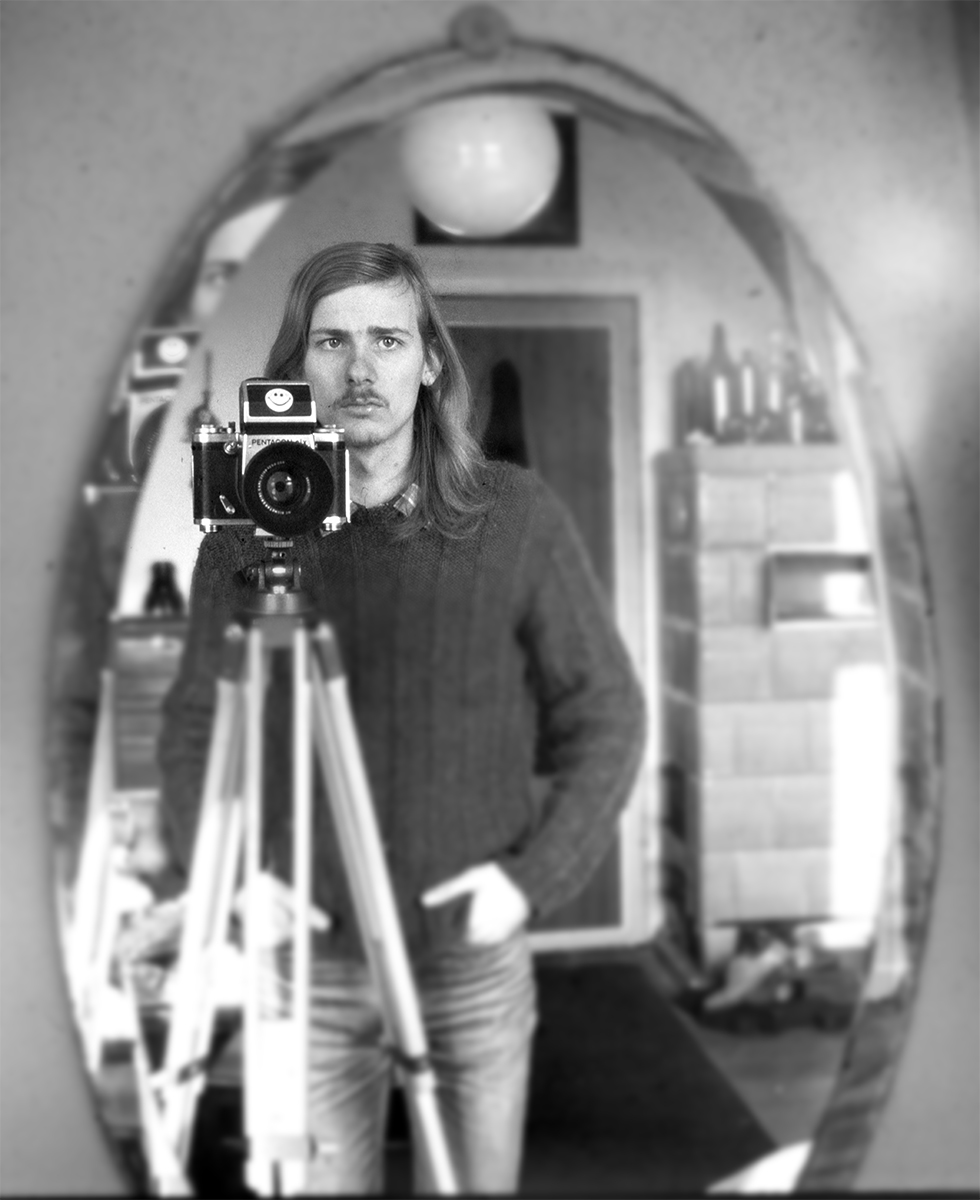
Gerd Danigel (Selbstporträt, 1982)

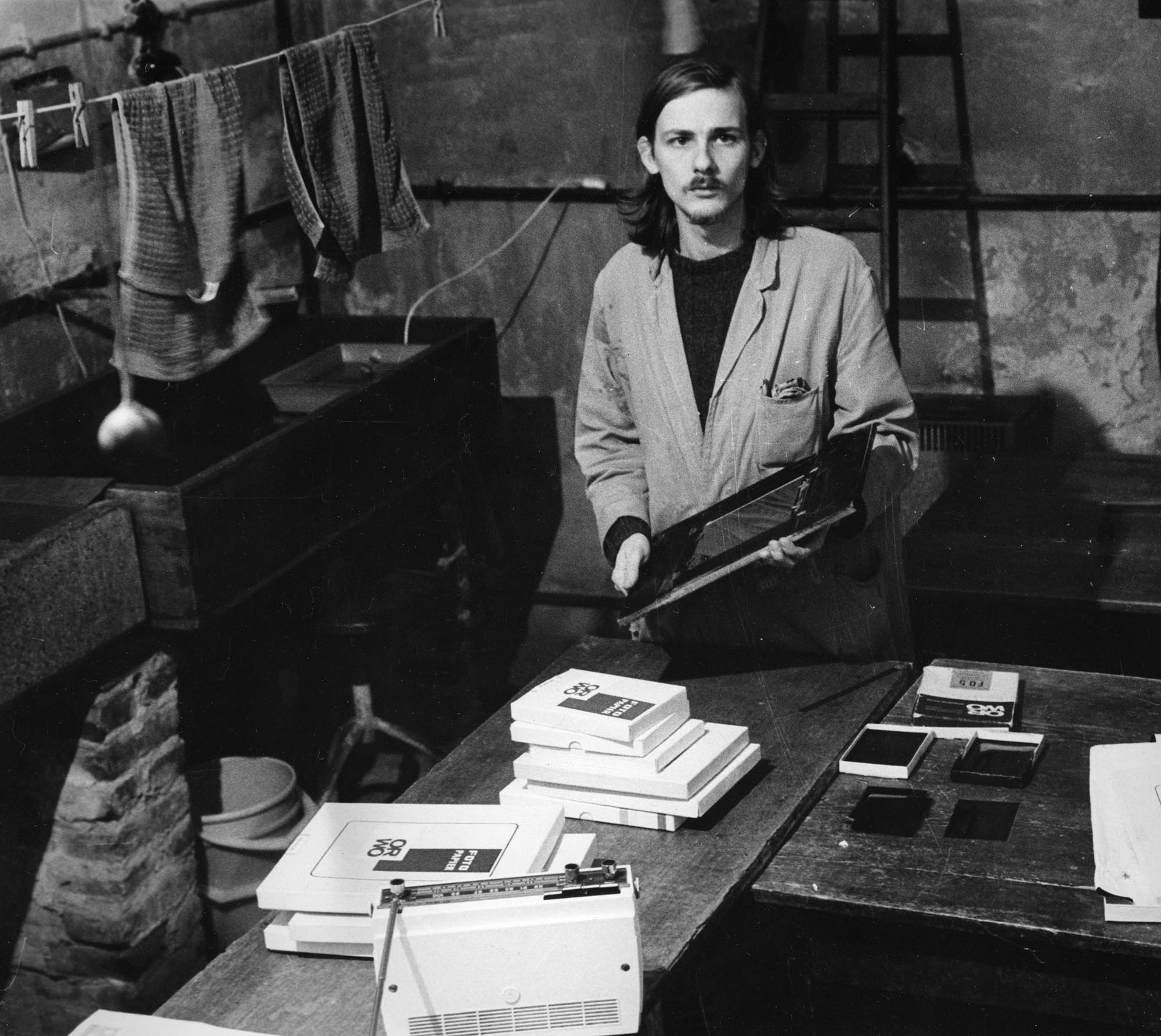
Im Fotolabor (1982)

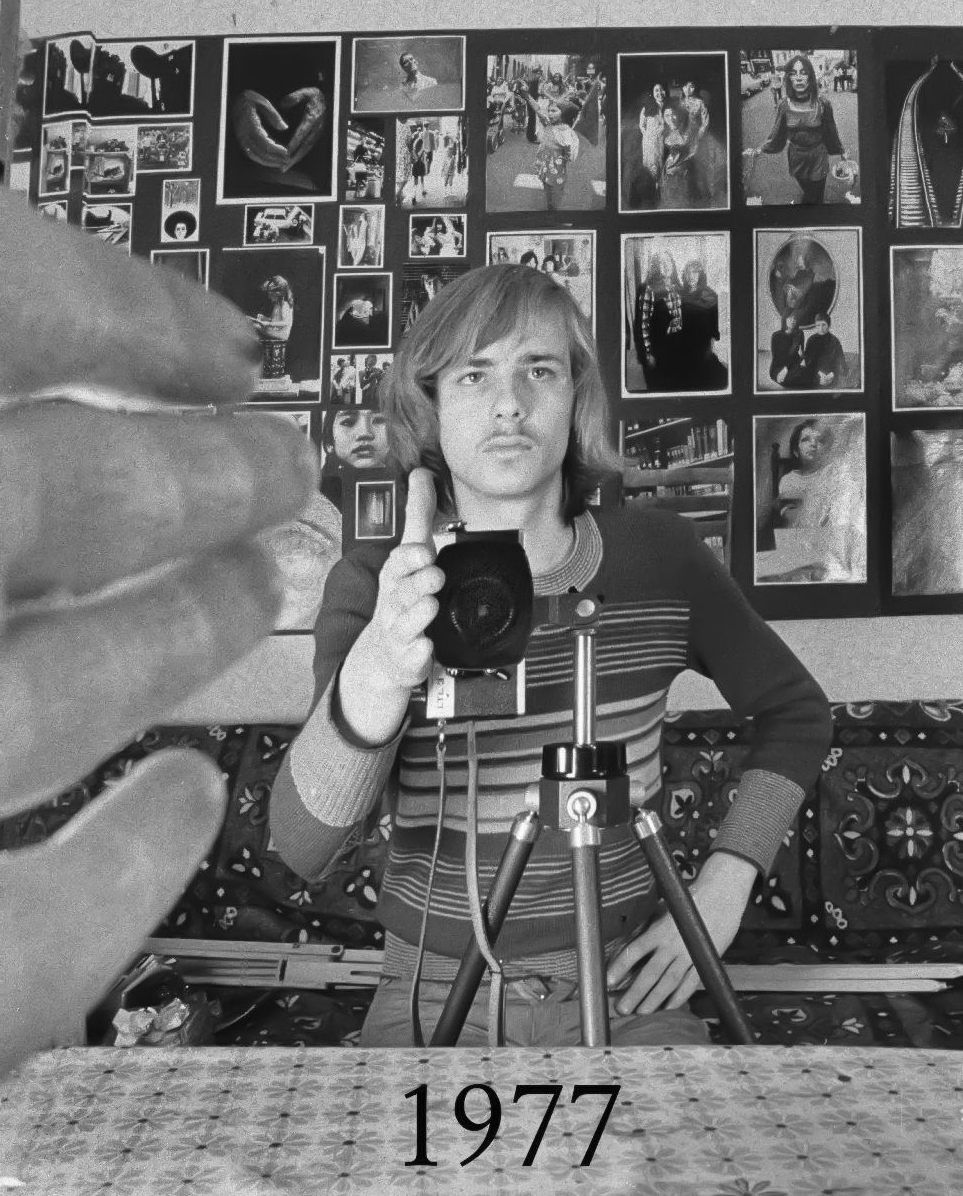
Gerd Danigel (Selbstporträt, 1977)

 Gerd Danigel  (* 1959 in Berlin) ist ein deutscher Fotograf.

## Leben
Gerd Danigel wurde 1959 in Ostberlin als Sohn eines Malers und einer Reinigungskraft geboren. In seiner Schulzeit fand er zu einer unstillbaren Leidenschaft für das Malen und Zeichnen. Sein Ziel war nicht das Abstrakte, sondern die genaue Darstellung des Gesehenen. Mit ca. 14 Jahren lieh er von seiner Schwester eine Halbbildkamera Penti 2 und eignete sich die Grundtechniken der Negativ- und Positivverarbeitung an. Nach geraumer Zeit ergaben sich in diversen Fotogemeinschaften immer mehr praktische Erfahrungen. Wegen unzureichender Zensuren scheiterte eine Ausbildung zum Grafiker in der damaligen DDR. So erlernte er den Beruf des Gas- und Wärmenetzmonteurs. Mit dem ersten Lehrlingsgeld kaufte er eine russische ZENIT-B mit dem Industar 3,5/50 und eine 6×6-Klappkamera WELTAX. Nach wenigen Arbeitsjahren als Gasmonteur gelang ihm der Einstieg in die Fototechnik und er fand eine Anstellung als Fotolaborant und Reprofotograf. Nachdem er 1983 als Reprofotograf angestellt wurde, folgte 1985 bis 1990 eine Festanstellung als Leiter der Fotoabteilung des Staatlichen Instituts für Kulturbauten. Dort konnte er seine Qualifikation zum Facharbeiter als Fotograf erlangen. Im Sommer 1990 wurde das Institut für Kulturbauten geschlossen. Seit 2004 nutzt er zusätzlich die Möglichkeiten der Digitalfotografie.
Danigel lebt als freier Fotograf in Berlin-Pankow.

## Werk
Der Bestand Gerd Danigel in der Abteilung Deutsche Fotothek der Sächsischen Landesbibliothek – Staats- und Universitätsbibliothek Dresden (SLUB) umfasst rund 2.000 zwischen 1985 und 1990 entstandene Kleinbild- und Mittelformat-Negative, die Kulturbauten der DDR dokumentieren. Etwa 1.000 Datensätze zu Aufnahmen, die im Zeitraum zwischen 1977 und 2002 überwiegend in Berlin und Umgebung entstanden sind, befinden sich ebenfalls im Bestand der SLUB. Rund 140 dieser Aufnahmen wurden vom Lehmstedt Verlag für den Bildband Schöner unsere Paläste! ausgewählt. Sie laden ein zur Entdeckung eines Fotografen, der seit dem Ende der siebziger Jahre nahezu im Verborgenen Bilder geschaffen hat, die den Vergleich mit den namhaften Vertretern des Ostdeutschen Fotorealismus nicht zu scheuen brauchen. Auf den Straßen und Plätzen, in Kneipen und Geschäften, an Bahnhöfen und vor Fabriken beobachtete Danigel die Menschen seiner Heimatstadt Berlin und der untergehenden DDR. Seine Bilder sind von tiefer Zuneigung und viel Humor, zeigen nach 1989 aber auch Spuren von Resignation. So schreibt Danigel auf seiner Website „In den 90er Jahren verlor ich immer mehr die Lust am Fotografieren: Vorbei die schöne Zeit des unverkrampften Zusammenlebens. Mit der Konfrontation ab 1989 mit diesem eisigen Turbokapitalismus verlor ich immer mehr die Freude am Fotografieren. Trotz perfekter Fototechnik.“

## Publikationen
- 2011: Schöner unsere Paläste! Berlin-Fotografien 1978-1998, herausgegeben von Mathias Bertram, Lehmstedt Verlag, Leipzig
- 2009: Fotokatalog der Ausstellung Nuova Berlino : tracce di memorie urbane Trient, Italien
- 2009: Buch Breve storia letteraria della DDR von Matteo Galli, Libri Scheiwiller Verlag
- 2009: Buch Vergnügen in der DDR herausgegeben von Ulrike Häußer und Marcus Merkel, Panama Verlag, ISBN 978-3-938714-04-1
- 2008: Buch Keine Zukunft war Gestern, Autorenteam, Jugendkulturen Verlag
- 2007: Werbekatalog für die Firma Gartenbaubetrieb GbR Kaliebe & Mensch
- 2006: Monatsschrift TUSH, Ausgabe Januar 2006
- 1999: Faltblatt zur Ausstellung Kultur im alten Gaswerk
- 1998: Buch Leben in Prenzlauer Berg, Städtebilder Verlag
- 1998: Junge Welt vom 29. Januar 1998
- 1998: Gewinner des Fotowettbewerbes Berliner Gören, Berliner Zeitung
- 1997: Gewinner des Fotowettbewerbes Blende `97, Zeitung Junge Welt
- 1996: Gewinner des Fotowettbewerbes Typisch Berlin, Berliner Zeitung
- 1996: Fotokatalog 100 Bilder des Jahres 1996
- 1992: Buch we were the people von Dirk Philipsen, ISBN 978-0-8223-1294-9
- 1989: Buch SCHAU INS LAND von Roger Melis, Aufbau Verlag
- 1985 bis 1990: ständige Veröffentlichungen in der Zeitschrift KULTURBAUTEN, herausgegeben von dem Institut für Kulturbauten der DDR.